# Stomphastis adesa
Stomphastis adesa là một loài bướm đêm thuộc họ Gracillariidae. Nó được tìm thấy ở Madagascar và Nigeria.